# プラットフォーム特化モデル
プラットフォーム特化モデル（英: platform-specific model）は、ソフトウェアやビジネスシステムのモデルで、プログラミング言語、オペレーティングシステム、データベースなどの特定の技術プラットフォームに関連したものを指す。プラットフォーム特化モデルは現実の実装のために不可欠である。
例えば、オンラインショップを実現する要求があるとする。システムはユーザー、商品、クレジットカードなどの情報を格納する必要がある。設計者はこのために Oracleデータベースを用いることにするかもしれない。データベースを動作させるため、設計者は設計上の概念（例えばユーザー）をOracleのSQL の方言の一種を用いて関係モデルに表現する。この Oracle 固有の関係モデルがプラットフォーム特化モデルである。
プラットフォーム特化モデルという用語は、モデル駆動型アーキテクチャ(MDA)アプローチの文脈で最も多く用いられる。MDA のアプローチは、OMGのモデル駆動工学の考え方に対応するものである。

### 関連する概念
- モデル駆動型アーキテクチャ (MDA は OMG の登録商標)
- Model Integrated Computing (MIC)
- Generic Modeling Environment (GME)
- Eclipse Modeling Framework (EMF)
- Graphical Modeling Framework (GMF)
- ドメイン固有言語 (DSL)
- ドメイン固有モデリング (DSM)
- モデルベーステスト (MBT)
- メタモデル
- ATLAS Transformation Language (MTL)
- VIATRA
- XML Metadata Interchange (XMI)
- Object Constraint Language (OCL)
- モデル変換言語 (MTL)
- Meta-Object Facility (MOF)
- オブジェクト指向分析設計 (OOAD)